# Schmalkalden-Meiningen
Schmalkalden-Meiningen (en alemany Landkreis Schmalkalden-Meiningen) és un landkreis (districte rural) ubicat al sud-est de Turíngia (Alemanya). Els territoris veïns al nord-oest són el districte de Gotha, a l'est el Ilm-Kreis i la ciutat independent (kreisfreie Stadt) de Suhl, al sud-oest el Districte de Hildburghausen, al sud el districte de Bayern Rhön-Grabfeld, a l'est el districte de Hessen Fulda i al nord-oest el Wartburgkreis. La capital del districte recau sobre la ciutat de Meiningen.

## Composició de districte
(Habitants a 30 Juny 2006)
| 1. Brotterode (2993) 2. Meiningen (21.349) 3. Oberhof (1674) 4. Schmalkalden (17833) 5. Steinbach-Hallenberg (5673) 6. Wasungen (3734) 7. Zella-Mehlis (12.215) | 1. Benshausen (2652) 2. Breitungen, (5225), 1. Fambach (1932) 2. Hessle (391) 3. Rosa (795) 4. Roßdorf (704) 3. Floh-Seligenthal (6763) 4. Henneberg (664) 5. Herpf (939) 6. Rhönblick (2997) 7. Rippershausen (944) 8. Schwallungen (2736) 9. Stepfershausen (672) 10. Sülzfeld (885) 11. Trusetal (4095) 12. Untermaßfeld (1.401) 13. Wernshausen (3104) |

### Agrupacions administratives
*  Posició de l'administració
| 1. Verwaltungsgemeinschaft Dolmar 1. Christes (685) 2. Dillstädt (862) 3. Kühndorf (1105) 4. Rohr (1038) 5. Schwarz * (1368) 6. Utendorf (498) 2. Verwaltungsgemeinschaft Grabfeld 1. Behrungen (623) 2. Berkach (382) 3. Bibra (589) 4. Exdorf (541) 5. Jüchsen (1576) 6. Nordheim (254) 7. Queienfeld (529) 8. Rentwertshausen * (314) 9. Schwickershausen (372) 10. Wolfmannshausen (450) 3. Verwaltungsgemeinschaft Haselgrund 1. Altersbach (555) 2. Bermbach (586) 3. Oberschönau (942) 4. Rotterode (850) 5. Springstille (607) 6. Unterschönau (598) 7. Viernau * (2170) | 4. Verwaltungsgemeinschaft Hohe Rhön 1. Aschenhausen (178) 2. Birx (184) 3. Erbenhausen (613) 4. Frankenheimer/Rhön (1251) 5. Kaltensundheim * (873) 6. Kaltenwestheim (1043) 7. Melpers (102) 8. Oberkatz (279) 9. Oberweid (579) 10. Unterweid (502) 5. Verwaltungsgemeinschaft Salzbrücke 1. Bauerbach (278) 2. Belrieth (381) 3. Einhausen (499) 4. Ellingshausen (271) 5. Leutersdorf (289) 6. Neubrunn (611) 7. Obermaßfeld-Grimmenthal * (1299) 8. Ritschenhausen (360) 9. Vachdorf (844) 10. Wölfershausen (385) 6. Verwaltungsgemeinschaft Wasungen-Amt Sand 1. Friedelshausen (348) 2. Hümpfershausen (439) 3. Mehmels (388) 4. Metzels (689) 5. Oepfershausen (510) 6. Unterkatz (436) 7. Wahns (477) 8. Wallbach (378) 9. Walldorf (2282) 10. Wasungen, Stadt * (3734) |